# Апостольская администратура Ленинграда
Апостольская администратура Ленинграда, включавшая в себя Северо-Запад Российской Федерации, была установлена в 1926 году апостольским делегатом в СССР епископом Мишелем д`Эрбиньи, согласно папскому декрету «Quo aptius». Фактически просуществовала до 1942 года, формальное существование прекратила 13 апреля 1991 года с созданием Апостольской администратуры для католиков латинского обряда Европейской России.

## История

### Назначение Апостольского Делегата
После изгнания из России в 1919 году митрополита  Эдуарда фон Роппа, а в 1923 году архиепископа Яна Цепляка, в условиях жестоких гонений на Католическую Церковь и её служителей, дальнейшее существование Римско-католической Могилевской архиепархии стало невозможным.
10 марта 1926 года Папа Пий XI подписал два документа: motu proprio «Plenitudine potestatis» и декрет «Quo aptius». Декрет «Quo aptius» гласил: 
Утверждаем и назначаем высокопреподобного священника Мишеля д`Эрбиньи, титулярного епископа Иллионского, Апостольским Делегатом в России, то есть на всей территории СССР, предоставляя ему полномочия отменять, утверждать, расширять или ограничивать — в том числе в территориальных вопросах — юрисдикцию настоящих Апостольских администраторов или генеральных викариев; создавать новые Администратуры и назначать новых администраторов, избранных им в Господе, а также возводить их в епископский сан и совершать хиротонии, предоставляя им необходимые, с его точки зрения полномочия.
 При этом о епископском посвящении д’Эрбиньи и о целях его поездки в СССР не объявлялось.
Епископ Мишель д`Эрбиньи, во время трех визитов в СССР в 1926 году восстановил разрушенную большевиками структуру Католической Церкви, назначил Апостольских администраторов и некоторых из них хиротонисал во епископы.

### Рукоположение епископа
12 августа 1926 года епископ Мишель д`Эрбиньи в церкви Французской Божией Матери тайно рукоположил во епископы о. Антония Малецкого, назначив его Апостольским администратором Ленинграда. В хиротонии принимал участие епископ Болеслав Слосканс.

### Рукоположение генерального викария
9 февраля 1929 года епископ Антоний Малецкий в церкви Французской Божией Матери тайно хиротонисал о. Теофилюса Матулёниса, назначив его генеральным викарием Апостольской администратуры Ленинграда. Однако уже 2 ноября 1929 года владыка Теофилюс, был арестован по обвинению в шпионской деятельности и осужден на 10 лет лагерей. В ноябре 1930 года арестован епископ Антоний и приговорён к ссылке, которую отбывал в Иркутской области. В 1934 году тяжело больному епископу было разрешено выехать в Польшу. Скончался 17 января 1935 года в Варшаве.

### Рукоположения 1935—1941 гг.
30 апреля 1935 года Апостольский администратор Москвы епископ Невё, в силу имеющихся полномочий, совершил хиротонию настоятеля ленинградской церкви в Ковенском переулке о. Жана Амодрю. Однако в августе того же года епископ Жан Амодрю был вынужден покинуть СССР.
В августе 1935 года епископ Жан Амодрю назначил главой Апостольской администратуры Ленинграда, настоятеля церкви Французской Божией Матери, отца Мишеля Флорана.
После начала Великой Отечественной войны, в июле 1941 года о. Флоран был вынужден покинуть СССР, но перед отъездом он передал свои полномочия отцу Павлу Хомичу.

### Гибель отца Павла Хомича
15 июля 1942 года отец Павел Хомич был арестован, и, предположительно, 10 сентября 1942 года расстрелян.

## Апостольские администраторы Ленинграда
- епископ Антоний Малецкий (1926—1935)
- епископ Жан Амодрю, ОР (апрель — август 1935)
- о. Мишель Флоран, ОР (1935—1941)
- о. Павел Хомич (1941—1942)